# Mario Pirillo
Mario Pirillo (Amantea, 11 settembre 1945) è un giornalista e politico italiano.

## Biografia
Giornalista pubblicista ha svolto l'attività di tecnico di laboratorio presso l'Istituto professionale di Amantea, sua città natale.
Inizia la sua esperienza politica con la Democrazia Cristiana, per la quale diventa consigliere e assessore comunale di Amantea (dal 1972 al 1981) e capogruppo consiliare. Alla fine dell'esperienza amministrativa comunale viene nominato presidente della USSL n. 11 di Amantea.
Nel 1990 viene eletto consigliere regionale e ricopre l'incarico di presidente della commissione sullo sviluppo economico; successivamente diventa presidente del collegio dei revisori dei conti. Ad agosto del 1994 viene nominato assessore regionale al Bilancio, nella giunta guidata dal DC Donato Veraldi.
Dopo lo scioglimento della DC, aderisce al Centro Cristiano Democratico (CCD) di Pier Ferdinando Casini e, nel 1995, viene rieletto in Consiglio regionale e riconfermato assessore nella giunta di Giuseppe Nisticò. A luglio dello stesso anno diventa vicepresidente della regione.
Nel 1997 passa dal CCD al CDU e ne diventa capogruppo in consiglio regionale e, un anno più tardi, sostiene il progetto politico di Mastella e Cossiga di creare una nuova federazione di centro, così aderisce all'UDR prima e all'UDEUR poi.
Passato dunque al centrosinistra, viene candidato ed eletto consigliere dall'UDEUR nel 2000 e, nello stesso anno, diventa segretario regionale del partito di Mastella. Nel 2002, in seguito alla nascita della Margherita, formazione politica cui l'UDEUR aveva inizialmente aderito, decide di rimanervi anche quando il Campanile abbandona il progetto, intensificando in questa occasione la sua collaborazione politica con Agazio Loiero, allora deputato alla Camera.
Diventa uno degli esponenti di spicco della Margherita calabrese, che lo rielegge consigliere regionale nel 2005 (come primo degli eletti) e viene designato come assessore nella giunta guidata dallo stesso Loiero, con delega all'Agricoltura.
Nel 2006 è tra i fondatori, seguendo la scia del presidente Loiero, del Partito Democratico Meridionale. Alle elezioni politiche del 2006 è candidato come capolista alla Camera dei deputati tra le file della Lista Consumatori in Calabria ma non viene eletto.
Nel 2007 aderisce al Partito Democratico.
È stato eletto come eurodeputato per il PD nella Circoscrizione Meridionale alle Elezioni europee del 2009 in Italia . Al Parlamento europeo siede nel gruppo dell'Alleanza Progressista dei Socialisti e dei Democratici (S&D) pur mantenendo la tessera del Partito Democratico Europeo (legato al gruppo ALDE). È stato membro della commissione parlamentare per l'ambiente, la sanità pubblica e la sicurezza alimentare, della delegazione per le relazioni con il Canada e della delegazione all'Assemblea parlamentare euro-latinoamericana.
Si candida con il PD per le Elezioni europee del 2014 in Italia nella Circoscrizione Italia meridionale ma con 63.841 preferenze non viene rieletto.